# Sân bay quốc tế Bạch Vân Quảng Châu
Sân bay quốc tế Bạch Vân Quảng Châu (IATA: CAN, ICAO: ZGGG) (giản thể: 广州白云国际机场; phồn thể: 廣州白雲國際機場; bính âm: Guǎngzhōu Báiyún Guójì Jīchǎng) là sân bay chính của Quảng Châu, thủ phủ của tỉnh Quảng Đông, Cộng hòa Nhân dân Trung Quốc. Hai mã sân bay đã được lấy trước đây từ Sân bay quốc tế Bạch Vân Quảng Châu cũ, và mã IATA phản ánh quốc ngữ cũ của Quảng Châu.
Sân bay này là trung tâm chính của China Southern Airlines và là điểm tập trung nhiều chuyến bay của Shenzhen Airlines.Trong năm 2009, đây là sân bay bận rộn thứ hai của Trung Quốc và 22 thế giới, về lượng khách thông qua, với 37.048.550 lượt. Đối với hàng hóa giao thông, đây là sân bay bận rộn thứ ba của Trung Quốc và 21 trên toàn thế giới.

## Tổng quan
Sân bay hiện nay tọa lạc tại Quận Huadu mở cửa ngày 5/8/2004, thay thế Sân bay quốc tế Bạch Vân cũ 72 năm tuổi (đã đóng cửa). Chi phí xây sân bay mới này là 19,8 tỷ NDT, cách trung tâm Quảng Châu 28 km và rộng gấp 5 lần sân bay cũ. Một nhánh của tàu điện ngầm Quảng Châu cũng đang được xây dựng nối vào sân bay này. "Bạch Vân" (白雲) có nghĩa là mây trắng lấy theo tên núi Bạch Vân kề bên.

## Các số liệu
- Đường băng: 2 (3800 m và 3600 m), có đất để dành cho đường thứ 3
- Sân đậu cho số lượng máy bay: 66
- Công suất hiện tại: 27 triệu khách/năm
- Công suất theo quy hoạch đến 2010: 80 triệu khách/năm
- Công suất hàng hóa: 1 triệu tấn
- Công suất hàng hóa theo quy hoạch 2010: 2,5 triệu tấn
- Số lượng các điểm đến: 100 (phần lớn là nội địa)
- Các sân bay chi nhánh (thuộc cấp): Sán Đầu, Mai Châu, Trạm Giang
- Các sân bay thuộc cấp dự kiến: Vi Châu, Triệu Khánh

## Hãng hàng không và điểm đến

### Hành khách

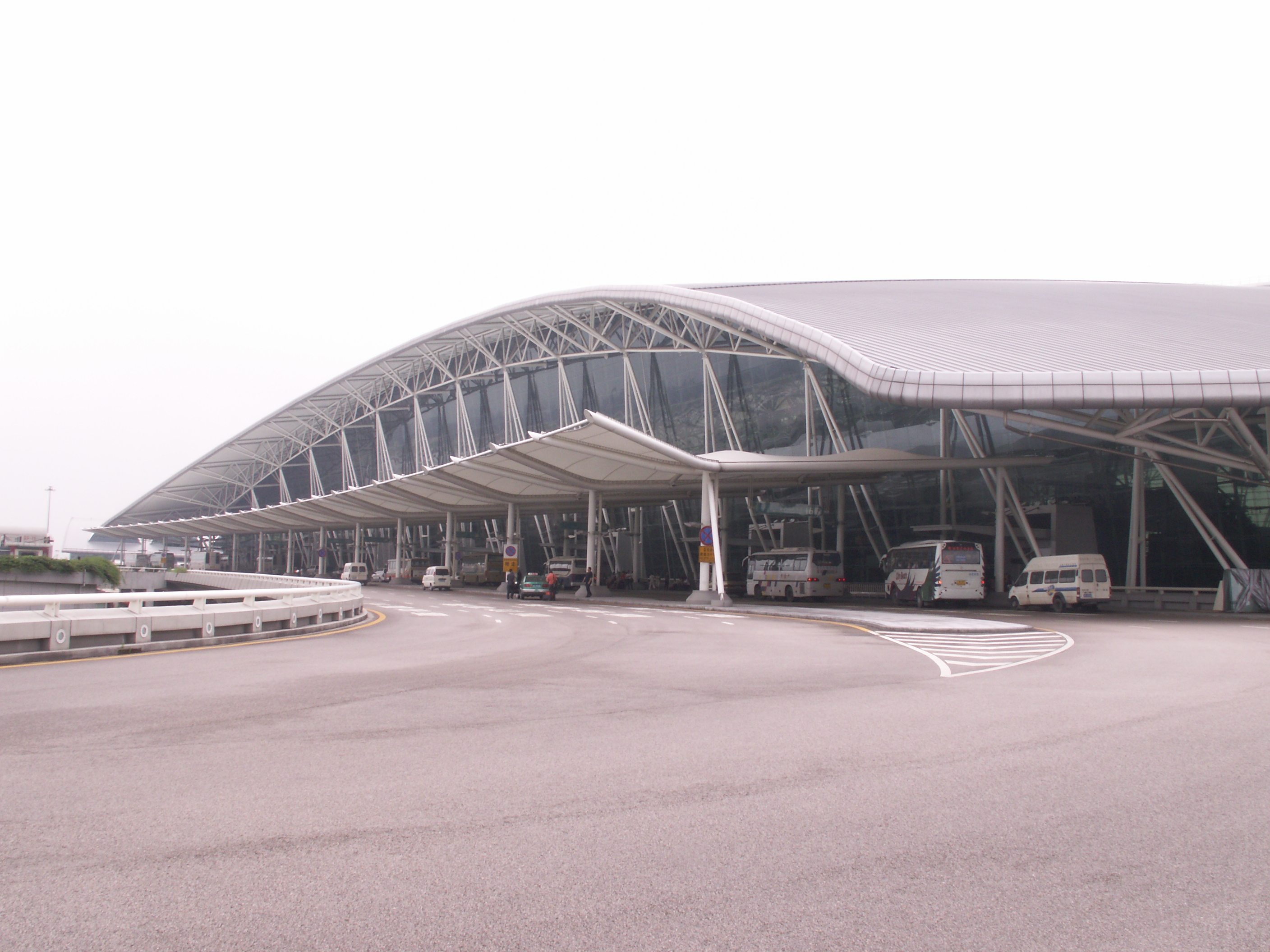
Ngoài nhà ga 1

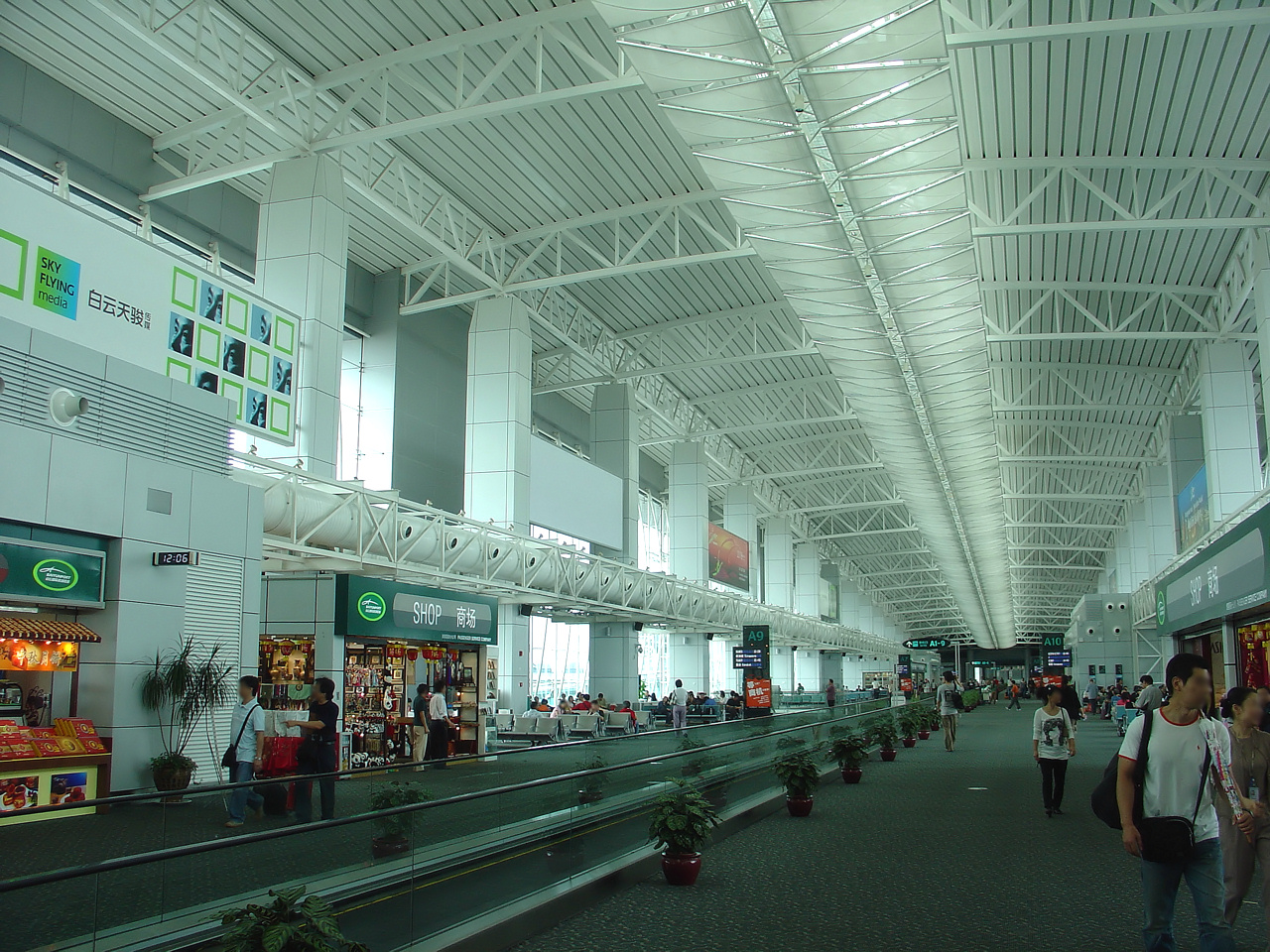
Trong nhà ga 1

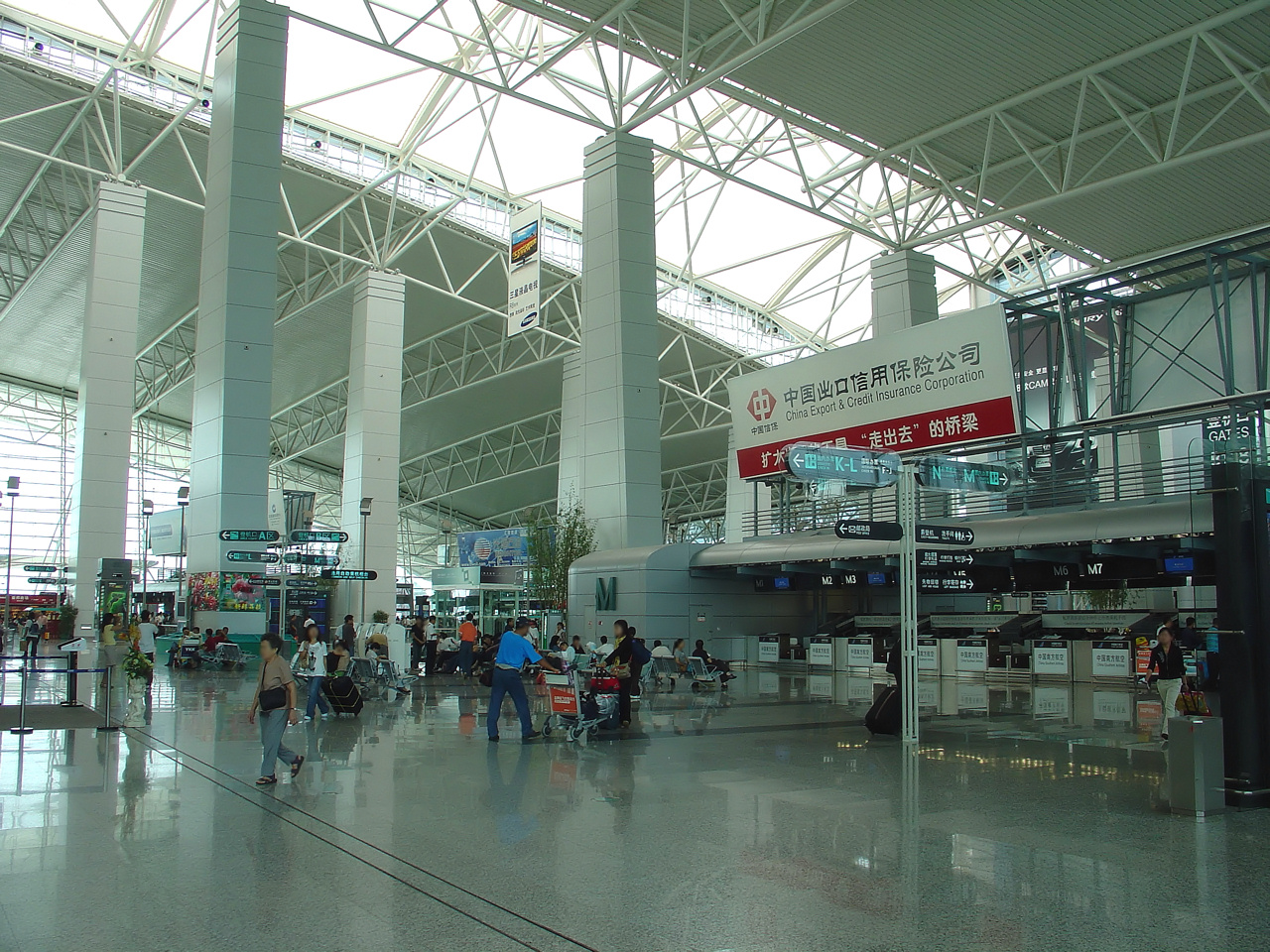
Sảnh đi nhà ga 1

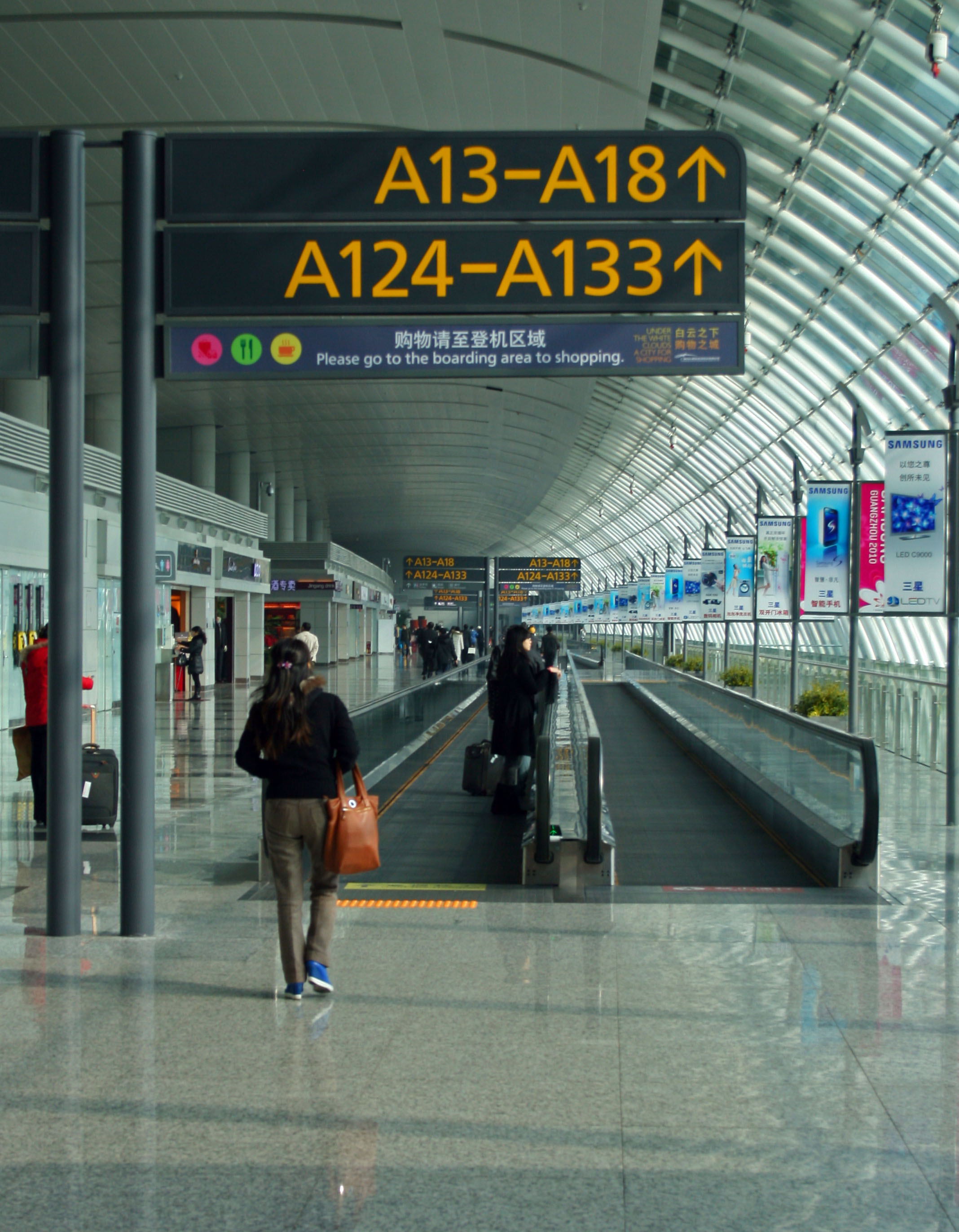
Hệ thống vận tải

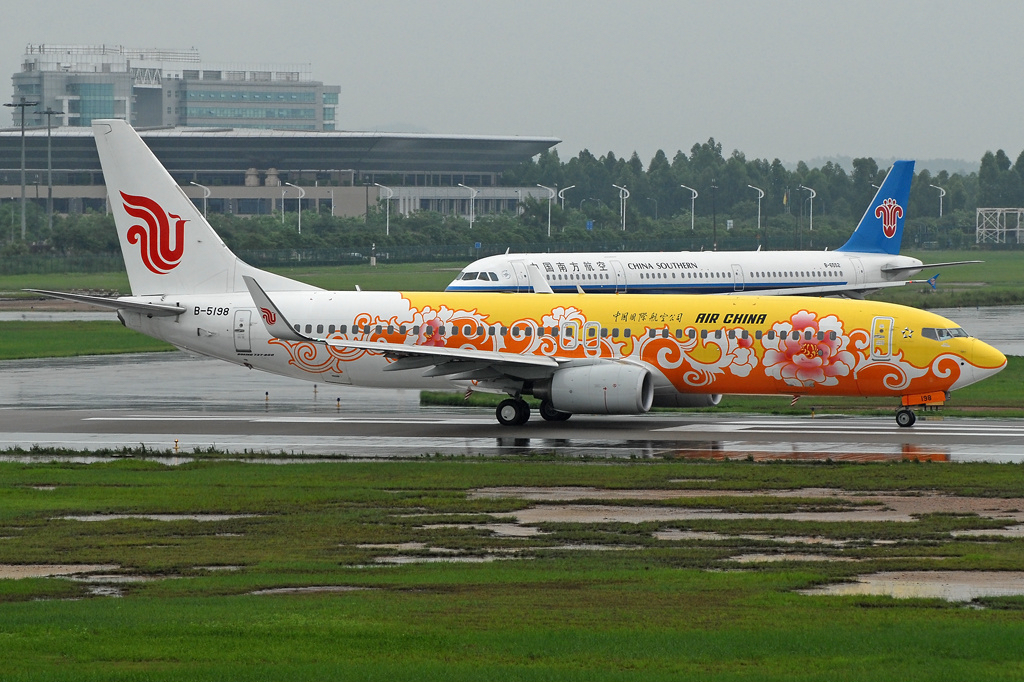
Air China Boeing 737-800 đi trên đường lăn sân bay quốc tế Bạch Vân Quảng Châu.

Các quốc gia có tuyến bay với sân bay quốc tế Bạch Vân (bao gồm bay thuê chuyến, theo mùa và tương lai).

| Hãng hàng không                                         | Các điểm đến |
| ------------------------------------------------------- | --- |
| 9 Air                                                   | Cáp Nhĩ Tân, Ôn Châu, Trạm Giang |
| Aeroflot                                                | Moscow-Sheremetyevo |
| AirAsia                                                 | Kota Kinabalu, Kuala Lumpur |
| Air China                                               | Bắc Kinh-Thủ đô, Thành Đô, Trùng Khánh, Đạt Châu, Quang Nguyên, Quý Dương, Hàng Châu, Hohhot, Lô Châu, Thượng Hải-Hồng Kiều, Thượng Hải, Thiên Tân, Thông Hóa, Vạn Châu, Vũ Hán, Nghi Tân, Vận Thành |
| Air China vận hành bởi Dalian Airlines                  | Đại Liên |
| Air France                                              | Paris-Charles de Gaulle |
| Air Madagascar                                          | Antananarivo, Bangkok-Suvarnabhumi, Réunion (bắt đầu từ ngày 15 Tháng 9 năm 2015) |
| All Nippon Airways                                      | Tokyo-Narita |
| Asiana Airlines                                         | Busan, Seoul-Incheon |
| Beijing Capital Airlines                                | Thành Đô, Trùng Khánh, Hải Khẩu, Hàng Châu, Lệ Giang, Tam Á |
| Cambodia Angkor Air                                     | Phnom Penh, Siem Reap |
| Cebu Pacific                                            | Manila |
| Chengdu Airlines                                        | Thành Đô |
| China Airlines                                          | Đài Bắc-Đào Viên |
| China Eastern Airlines                                  | Baoshan, Hàng Châu, Hợp Phì, Hoài An, Jinan, Côn Minh, Lệ Giang, Mang Thị, Nam Xương, Nam Kinh, Ninh Ba, Ordos, Thanh Đảo, Thượng Hải-Hồng Kiều, Thượng Hải-Phố Đông, Thái Nguyên, Đài Châu, Tengchong, Thiên Tân, Ôn Châu, Vũ Hán, Vô Tích, Tây An, Thanh Xương, Xishuangbanna, Ngân Xuyên |
| China Southern Airlines                                 | Anqing, Anshan, An Thuận, Bao Đầu, Bắc Hải, Bắc Kinh-Thủ đô, Tất Kết, Trường Xuân, Trường Sa, Trường Thị, Thường Châu, Thành Đô, Trì Châu, Trùng Khánh, Dali, Đại Liên, Đại Khánh, Datong, Diqing, Ân Thi, Frankfurt1, Phụ Dương, Phúc Châu, Cám Châu, Quế Lâm, Quý Dương, Hải Khẩu, Handan, Hàng Châu, Cáp Nhĩ Tân, Hợp Phì, Hohhot, Huaihua, Hoàng Sơn, Giai Mộc Tư, Yết Dương, Tế Nam, Tĩnh Cương Sơn, Tế Ninh, Jiujiang, Jiuzhaigou, Kashgar, Côn Minh, Lan Châu, Lhasa, Lianyungang, Libo, Lệ Giang, Lê Bình, Liễu Châu, Luoyang, Meixian, Miên Dương, Mẫu Đơn Giang, Nagoya-Centrair1, Nam Xương, Nanchong, Nam Kinh, Nam Ninh, Nantong, Nanyang, Ninh Ba, Ordos, Qianjiang, Thanh Đảo, Qiqihar, Tam Á, Thượng Hải-Hồng Kiều, Thượng Hải, Thẩm Dương, Thạch Gia Trang, Thái Nguyên, Tengchong, Thiên Tân, Thông Liêu, Tongren, Urumqi, Weihai, Ôn Châu, Vũ Hán, Vô Tích, Hạ Môn, Tây An, Tương Phàn, Xilinhot, Xingyi, Tây Ninh, Xuzhou, Yancheng, Yangzhou, Yên Đài, Yanji, Yichang, Yichun, Ngân Xuyên, Yiwu, Du Lâm, Zhangjiajie, Trạm Giang, Trịnh Châu, Zunyi |
| China Southern Airlines                                 | Adelaide, Amsterdam, Auckland, Bangkok-Suvarnabhumi, Brisbane, Busan, Cebu, Christchurch, Chiang Mai, Delhi, Bali, Đà Nẵng, Dhaka, Dubai-International, Fukuoka, Hà Nội, Thành phố Hồ Chí Minh, Jakarta-Soekarno-Hatta, Jeju, Kathmandu, Kota Kinabalu, Kuala Lumpur, Langkawi, London-Heathrow, Los Angeles, Malé, Manila, Melbourne, Moscow-Sheremetyevo, Nagoya, Nha Trang, Nairobi-Jomo Kenyatta, New York-JFK, Osaka-Kansai, Paris-Charles de Gaulle, Penang, Perth, Phnom Penh, Phuket, Phú Quốc, Rome, San Francisco, Seoul-Incheon, Siem Reap, Singapore, Sydney, Đài Bắc-Đào Viên, Tokyo-Narita, Toronto, Vancouver, Yangon Theo mùa: Cairns, Koh Samui, Kota Kinabalu, Langkawi, Sapporo |
| China Southern Airlines vận hành bởi Chongqing Airlines | Trùng Khánh |
| China United Airlines                                   | Bắc Kinh-Nam Uyển, Hàng Châu, Thạch Gia Trang |
| Dragonair                                               | Hồng Kông |
| EgyptAir                                                | Cairo |
| Emirates                                                | Dubai-International |
| Ethiopian Airlines                                      | Addis Ababa |
| EVA Air                                                 | Cao Hùng, Đài Bắc-Đào Viên |
| Garuda Indonesia                                        | Jakarta-Soekarno Hatta |
| Hainan Airlines                                         | Arxan, Baise, Bắc Kinh-Thủ đô, Trùng Khánh, Đại Liên, Đông Doanh, Phúc Châu, Quế Lâm, Quý Dương, Hải Khẩu, Hàng Châu, Cáp Nhĩ Tân, Hợp Phì, Jinzhou, Nam Xương, Nam Kinh, Ninh Ba, Thanh Đảo, Tam Á, Thẩm Dương, Thái Nguyên, Tangshan, Thiên Tân, Urumqi, Weifang, Ôn Châu, Ô Hải, Hạ Môn, Tây An, Yan'an, Yichang, Ngân Xuyên |
| Hainan Airlines                                         | Đài Bắc-Đào Viên, Nha Trang, |
| Hebei Airlines                                          | Thạch Gia Trang |
| Iraqi Airways                                           | Baghdad |
| Japan Airlines                                          | Tokyo-Narita |
| Jetstar Pacific Airlines                                | Hà Nội, T.P. Hồ Chí Minh |
| Juneyao Airlines                                        | Thượng Hải-Hồng Kiều |
| Kenya Airways2                                          | Bangkok-Suvarnabhumi, Nairobi-Jomo Kenyatta |
| Korean Air                                              | Seoul-Incheon Thuê chuyến: Jeju |
| Kunming Airlines                                        | Côn Minh |
| Lao Airlines                                            | Vientiane |
| Loong Air                                               | Hàng Châu |
| Mahan Air                                               | Tehran-Imam Khomeini |
| Malaysia Airlines                                       | Kuala Lumpur |
| Myanmar Airways International                           | Yangon |
| Okay Airways                                            | Thiên Tân |
| Orient Thai Airlines                                    | Bangkok-Don Mueang |
| Philippine Airlines                                     | Manila |
| Qatar Airways                                           | Doha |
| Saudia                                                  | Jeddah, Riyadh |
| Shandong Airlines                                       | Tế Nam, Thanh Đảo, Wuyishan, Yên Đài |
| Shanghai Airlines                                       | Hàng Châu, Nam Kinh, Thượng Hải-Hồng Kiều, Thượng Hải, Ôn Châu, Hạ Môn |
| Shenzhen Airlines                                       | Bao Đầu, Trường Xuân, Thường Châu, Thành Đô, Đại Liên, Quý Dương, Hải Khẩu, Cáp Nhĩ Tân, Hợp Phì, Hohhot, Tế Nam, Jingdezhen, Côn Minh, Lan Châu, Lâm Nghi, Nam Xương, Nam Kinh, Nam Ninh, Nam Thông, Ninh Ba, Thanh Đảo, Quanzhou, Thẩm Dương, Đài Châu, Thiên Tân, Ôn Châu, Vũ Hán, Vô Tích, Tây An, Hạ Môn, Tây Ninh, Ngân Xuyên, Trịnh Châu, Châu Sơn |
| Sichuan Airlines                                        | Thành Đô, Trùng Khánh, Ngân Xuyên |
| Sichuan Airlines                                        | Thuê chuyến: Saipan, Hải Phòng |
| Singapore Airlines                                      | Singapore |
| Spring Airlines                                         | Thượng Hải-Hồng Kiều, Thạch Gia Trang |
| SriLankan Airlines                                      | Bangkok-Suvarnabhumi, Colombo |
| T'way Airlines                                          | Thuê chuyến: Jeju |
| Thai AirAsia                                            | Bangkok-Don Mueang, Krabi |
| Thai Airways                                            | Bangkok-Suvarnabhumi |
| Tigerair                                                | Singapore |
| Turkish Airlines                                        | Istanbul-Atatürk |
| Uni Air                                                 | Đài Trung |
| Vietnam Airlines                                        | Hà Nội, Thành phố Hồ Chí Minh, Đà Nẵng |
| West Air                                                | Trùng Khánh |
| Xiamen Airlines                                         | Phúc Châu, Quanzhou, Wuyishan, Hạ Môn |

1: Dù là một điểm đến quốc tế, các chuyến bay này dừng ở một điểm đến nội địa và do đó xuất phát từ nhà ga/hành lang nội địa.
2: Vài chuyến bay của Kenya Airways từ Quảng Châu đi Naroibi dừng ở Hà Nội. Tuy nhiên hãng này không có quyền chỉ vận chuyển khách giữa Quảng Châu và Hà Nội.

### Hàng hóa
| Hãng hàng không        | Các điểm đến |
| ---------------------- | --- |
| ANA Cargo              | Okinawa, Tokyo-Narita |
| Asiana Cargo           | Seoul-Incheon |
| China Airlines Cargo   | Taipei-Taoyuan |
| China Postal Airlines  | Nanjing, Shanghai-Hongqiao |
| China Southern Cargo   | Amsterdam, Chongqing, Dhaka, Frankfurt, Los Angeles, Qingdao, Taipei-Taoyuan, Vienna, Zhengzhou |
| Emirates SkyCargo      | Dubai-Al Maktoum |
| Etihad Crystal Cargo   | Abu Dhabi, Chittagong |
| EVA Air Cargo          | Taipei-Taoyuan |
| FedEx Express          | Almaty, Anchorage, Bangkok-Suvarnabhumi, Cebu, Chengdu, Clark, Cologne/Bonn, Delhi, Dubai-International, Frankfurt, Hà Nội, Tp Hồ Chí Minh, Jakarta-Soekarno-Hatta, Kuala Lumpur, Manila, Mumbai, Osaka-Kansai, Paris-Charles de Gaulle, Penang, Seoul-Incheon, Shanghai-Pudong, Singapore, Subic Bay, Sydney, Tokyo-Narita |
| Korean Air Cargo       | Seoul-Incheon |
| Lufthansa Cargo        | Chongqing, Delhi, Frankfurt, Krasnoyarsk |
| MASkargo               | Kuala Lumpur |
| Saudia Cargo           | Bangkok-Suvarnabhumi, Brussels, Riyadh |
| SF Airlines            | Beijing-Capital |
| Turkish Airlines Cargo | Almaty, Bishkek, Istanbul-Atatürk |
| Yangtze River Express  | Dhaka, Hangzhou, Nanning, Taipei-Taoyuan, Xiamen |

## Hình ảnh

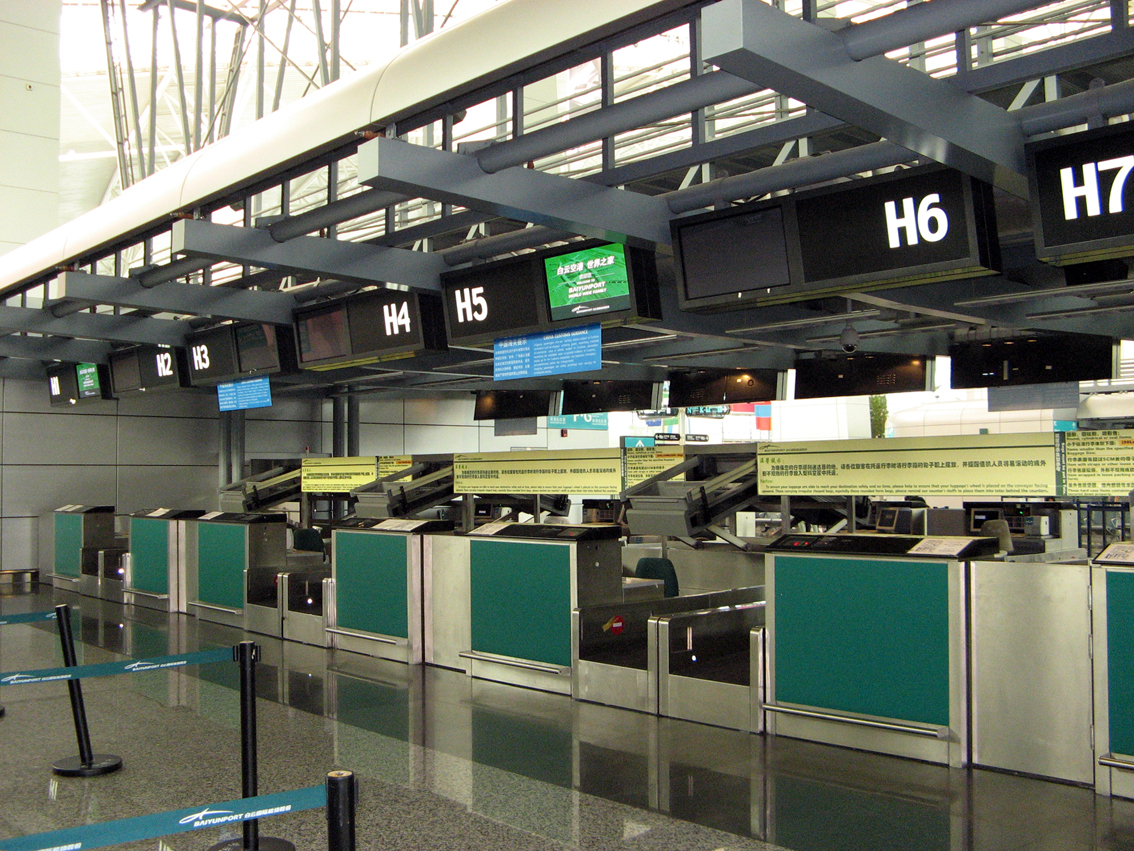
Quầy Check-in